# Mordellistena montana
Mordellistena montana es una especie de coleóptero de la familia Mordellidae.

## Distribución geográfica
Habita en el Kilimanjaro.